# Racing Brugge
Racing Brugge is een basketbalclub uit de Belgische stad Brugge. Het speelt sinds het seizoen 2020-2021 in Eerste landelijke van de Vlaamse Basketballiga en is sinds 1995 de belangrijkste basketbalclub uit Brugge. Racing speelt zijn thuiswedstrijden in het KTA, in de Brugse deelgemeente Sint-Michiels. De club is bij de Basketliga aangesloten met stamnummer 1596 en heeft geel en zwart als kleuren. Een bekende oud-speler van deze club is journalist en nieuwsanker Lieven Verstraete.

## Geschiedenis
Basketbalclub Racing Brugge werd door enkele liefhebbers opgericht in 1971. Aanvankelijk speelde men op buitenterreinen. Later verhuisde men naar de Koude Keuken en werd er definitief gebruikgemaakt van binnenterreinen. Schoenwinkel Janssens was de eerste sponsor. De naam veranderde naar "Racing Janssens Brugge". Racing Brugge beschikte over een eerste ploeg en een reserveploeg.
In 1975 veranderde men de naam terug naar "Racing Brugge", onder invloed van een nieuwe sponsor. Racing groeide snel uit tot een van de grootste clubs in Brugge. In 1983 werd gestart met de jeugdwerking. Racing telt nu 14 jeugdploegen en een 160-tal jeugdspelers.
In 1995 werd de club uitgeroepen tot beste Brugse sportclub van het jaar. Toen eeuwige rivaal en concurrent Avanti Brugge ten onder ging, kon Racing uitgroeien tot de grootste club van Brugge.
In 2001 veranderde Racing van thuishaven; men verhuisde naar "De Varens". In 2009 koos de club opnieuw een andere thuishaven: het KTA. In het seizoen 2019/2020 speelt Racing Brugge in de Tweede landelijke; dit niveau is te vergelijken met het voormalige vierde nationale.